# Toyota Progrès
La Toyota Progrès è una autovettura prodotta dalla casa automobilistica giapponese Toyota da maggio 1998 a giugno 2007.

## Nome
Il nome "progrès" deriva dall'omonimo termine francese che significa "progresso". 

## Descrizione
Si tratta di una berlina di medie dimensioni che è stata venduta esclusivamente in Giappone e fu introdotto come sostituta della Toyota Corona EXiV. Il motore utilizzato dalla Toyota Progrès è un 6 cilindri in linea da 2,5 litri o 3,0 litri che adotta il sistema VVT-I con doppia fasatura delle valvole. Dall'aprile del 2001 sulla Progrès hanno esordito nuove motorizzazioni siglate 1JZ-FSE (2,5L) e 2JZ-FSE (3,0L) a iniezione diretta di benzina. 
La larghezza della vettura e la cilindrata del motore superavano le normative vigenti all'epoca imposte dal governo giapponese relative alle classi dimensionali dei veicoli, pertanto l'auto si trova nella fascia fiscale delle autovetture più grandi. 
Già a partire dal 1998, la Progrès veniva proposta con dotazioni alquanto avanzate per l'epoca come i 6 airbag, il sistema GPS ad attivazione vocale G-Book, il NAVI AI-SHIFT, ovvero il primo cambio automatico al mondo aiutato dal sistema GPS, finiture in legno e pelle, un orologio analogico dorato o argentato, interni con plastiche morbide, climatizzatore bi-zona, fari e tergicristalli automatici. Anche lo spazio interno era generoso, nonostante condividesse il pianale con la Lexus IS. A differenza di quest'ultima la guida della Progrès era resa più confortevole grazie alle sospensioni a doppio braccio oscillante installate sulle ruote anteriori e posteriori. 
La produzione della Progrès fu interrotta in Giappone nel giugno 2007.